# Perdita lucidella
Perdita lucidella är en biart som beskrevs av Timberlake 1964. Perdita lucidella ingår i släktet Perdita och familjen grävbin. Inga underarter finns listade i Catalogue of Life.